# Lac Natipi
Le lac Natipi est un plan d'eau douce du bassin versant de la rivière Péribonka, situé sur la rive Nord-Ouest du fleuve Saint-Laurent, dans le territoire non organisé de Mont-Valin, dans la municipalité régionale de comté (MRC) Le Fjord-du-Saguenay, dans la région administrative de la Saguenay–Lac-Saint-Jean, dans la province de Québec, au Canada.
Ce lac s’avère le deuxième plus important plan d’eau du bassin versant de la rivière Courtois. La foresterie constitue la principale activité économique du secteur ; les activités récréotouristiques sont accessoires compte tenu de l’éloignement géographique et du manque de routes d’accès,,.
La surface du lac Natipi est habituellement gelée de la fin novembre au début avril, toutefois la circulation sécuritaire sur la glace se fait généralement de la mi-décembre à la fin mars.

## Géographie
Les principaux bassins versants voisins du lac Natipi sont :
- côté Nord : rivière Péribonka Est, rivière Péribonka, rivière Épervanche, rivière Savane, lac Courtois ;
- côté Est : rivière Courtois, rivière Savane, lac Benoît, rivière Benoît, rivière des Montagnes Blanches ;
- côté Sud : rivière Savane, rivière Péribonka, rivière à Michel ;
- côté Ouest : rivière Péribonka, rivière Témiscamie, lac Bussy[1].

Le lac Natipi comporte une longueur de 9,3 km, une largeur maximale de 3,6 km et une altitude de 524 m. Ce lac est alimenté par deux décharges de lacs venant du Nord et quatre décharges venant du Sud.
L’embouchure du lac Natipi est localisée sur la rive Nord du lac, soit à :
- 5,6 km à l’Est du cours de la rivière Péribonka ;
- 5,7 km au Nord-Ouest de l’embouchure de la décharge du lac Natipi ;
- 9,5 km au Nord-Ouest de l’embouchure de la rivière Courtois ;
- 37,3 km au Nord de l’embouchure de la rivière Savane (confluence avec la rivière Péribonka) ;
- 16,2 km au Sud-Ouest du lac Benoît ;
- 22,8 km au Sud-Ouest du lac Courtois[1],[4].

À partir de l’embouchure du lac Natipi, le courant descend en suivant le cours de la décharge du lac sur 7,3 km vers le Sud-Est, le cours de la rivière Courtois sur 6,4 km vers le Sud, le cours de la rivière Savane sur 38,0 km vers le Sud-Ouest, le cours de la rivière Péribonka sur 436,3 km vers le Sud, traverse le lac Saint-Jean sur 29,3 km vers l’Est, puis emprunte sur 155 km le cours de la rivière Saguenay vers l’Est jusqu'à la hauteur de Tadoussac où il conflue avec le fleuve Saint-Laurent.

## Toponymie
Le toponyme « Lac Natipi » a été officialisé le 5 décembre 1968 par la Commission de toponymie du Québec.